# Psiloderces enigmatus
Psiloderces enigmatus is een spinnensoort uit de familie Psilodercidae. De soort komt voor in Borneo.